# Провулок Зеленого Клину (Київ)
Прову́лок Зеле́ного Кли́ну — провулок у Шевченківському районі міста Києва, місцевості Дехтярі та Нивки. Пролягає від вулиці Януша Корчака до кінця забудови.

## Історія
Провулок виник у 50-ті роки XX століття, 1958 року отримав назву Уссурійській на честь російського міста — Уссурійськ.
Сучасна назва на честь Зеленого Клину — з 2022 року.

## Установи
- Бібліотека Шевченківського району № 132 (буд. № 8).